# Projectivisme
Le projectivisme en philosophie consiste à attribuer (« projeter ») des qualités à un objet comme si ces qualités lui appartiennent effectivement. C'est une théorie destinée à savoir comment les gens interagissent avec le monde, théorie appliquée à la fois à l'éthique et à la philosophie générale. Il existe plusieurs formes de projectivisme.
David Hume décrit ainsi le projectivisme :
« (C)'est une observation commune, que l'esprit a une grande propension à se répandre sur les objets externes et à y conjoindre les impressions internes qu'ils occasionnent et qui font toujours leur apparition en même temps que ces objets se découvrent aux sens. (Hume, Traité de la nature humaine, I. iii. XIV) »

## Projectivisme en éthique et méta-éthique
Les origines du projectivisme se trouvent chez David Hume qui décrit cette notion dans son Traité de la nature humaine. 
Plus récemment, Simon Blackburn a été un des principaux partisans de cette idée. Le projectivisme de Blackburn est une version anti-réaliste de la méta-éthique. Blackburn présente l'anti-réalisme comme l'idée que les déclarations qui expriment des propriétés morales sont notre construction et le réalisme comme l'idée que les propriétés morales existent en quelque sorte indépendamment de nous, les agents moraux. Une autre distinction doit être faite pour comprendre le projectivisme de Blackburn : celle entre cognitivistes et non-cognitivistes. Les cognitivistes estiment que les prétentions morales sont aptes à la vérité (en), c'est-à-dire capables d'être vraies ou fausses. Les non-cognitivistes, pour leur part, estiment que les prétentions morales ne sont pas aptes à la vérité, c'est-à-dire susceptibles d'être vraies ou fausses.
En tant que non-cognitiviste, le projectiviste soutient que les jugements éthiques sont le produit de processus psychologiques conatifs, plutôt que cognitifs. Un processus ou état psychologique conatif est quelque chose qui ressemble à une position, attitude ou disposition. Ces processus psychologiques conatifs devraient être comparés avec les cognitifs, qui sont ce que nous pensons généralement lorsque nous parlons d'êtres humains « employant leur raison » ou peut-être étant rationnels (au moins au sens étroit). En tant que créatures très sociales dont le succès comme espèce est dû en grande partie à notre capacité à communiquer et à coopérer, le protectionnisme estime que le développement d'un intérêt moral a été effectivement dans notre intérêt prudentiel.
Le projectivisme de Blackburn, qu'il appelle quasi-réalisme, est fondé sur l'importance des positions conatives que nous possédons. Son idée est que ces positions conatives sont le point de départ pour ce que le réaliste méta-éthique qualifie de croyances ou même de faits, comme celui que nous devons nourrir nos enfants ou que nous avons des valeurs morales – véritables valeurs qui existent dans le monde, indépendamment de nous. Puisque ces positions conatives sont essentiellement motivantes, elles peuvent être appelées désirs et le réaliste peut être tentés de les voir comme des désirs liés à ses convictions profondes sur les choses qui existent indépendamment d'une construction mentale. Cette tentation n'est nullement ridicule parce que comme nous grandissons et nous développons, nos positions conatives peuvent devenir très raffinées en une sorte de sensibilité morale. Donc, pour le projectiviste, les réalistes méta-éthique confondent pour ainsi dire sens moral et sensibilité. La position projectiviste tient que notre sensibilité morale peut devenir très sophistiquée à mesure que nous vieillissons et gagnons en maturité. Comme nous éprouvons de la compassion, nous arrivons à la valeur de la compassion ; ou avec la gratitude, nous arrivons à admirer la générosité et considérons la gratitude comme une vertu.
Mais le projectiviste n'est pas engagé à dire que notre réponse à quelque chose de mal est ce qui détermine son caractère juste ou injuste. L'idée est que les caractéristiques de prise de décision erronées des actions sont extérieures et jouent un rôle dans le développement de l'essence des motivations des sentiments moraux qui guident la conduite.
Cette opinion est vulnérable à une inquiétude de taille pour le réaliste éthique : le projectivisme peut s'effondrer dans le subjectivisme ou une variété de relativisme moral. Il peut sembler par exemple que si Hitler pensait vraiment que l'Holocauste était la bonne chose à faire, la seule réponse possible du projectiviste serait que si Hitler pensait vraiment qu'il faisait la bonne chose, nous pourrions dire qu'il avait tort, mais pour lui il avait raison. Mais ici, le projectivisme ne s'effondre pas dans le subjectivisme. Là où un subjectiviste ne voit pas de désaccord moral (parce qu'il croit que « X est correct » signifie simplement « J'approuve X »), le projectiviste peut permettre un désaccord moral. 
Une plus grande vulnérabilité de ce point de vue est qu'il manque de pouvoir explicatif. L'inquiétude est que le projectivisme n'explique pas la méta-éthique, il s'en éloigne. Le projectivisme a le même rapport à la méta-éthique que le particularisme à l'éthique.

## Théorie projectiviste de causalité de Hume
Supposons par exemple que quelqu'un est frappé par un marteau et qu'un peu plus tard une ecchymose apparaît au point d'impact. L'impact du marteau est un événement observable comme l'est l'ecchymose. Le lien de causalité entre les deux événements cependant n'est pas observé ou connu, au moins selon Hume. Hume pense que chaque fois que nous pouvons prétendre savoir quelque chose sur le monde, cette connaissance doit être dérivée de l'expérience (voir fourchette de Hume (en)). Nous ne ressentons pas le lien de causalité entre un impact de marteau et la formation d'un hématome. Tout ce que nous observons sont des événements distincts, survenus au même endroit et au même moment (conjonction constante). Parce que nous observons des événements de ce type, nous sommes conduits par l'induction à supposer que les mêmes causes entraîneront les mêmes effets et de ce fait nous dérivons la notion de causalité. Cela ne signifie pas que Hume doutait qu'un objet matériel ait pu provoquer un changement ou un mouvement dans un autre objet matériel. Cela signifie que dans la mesure où nous parlons de quelque cause résultant en un effet, ce n'est pas quelque chose que nous avons appris du monde dont nous parlons parce qu'il ne provient pas de l'expérience. Au contraire, nous parlons d'une caractéristique de notre pensée dont nous sommes enclins à discuter comme si elle était une caractéristique du monde.
En bref : lorsque nous croyons que nous avons observé un lien de causalité, tout ce que nous avons vraiment vécu est une conjonction entre deux événements distincts. Nous ne pouvons rien connaître du monde que grâce à l'expérience, de sorte que le lien de causalité comme caractéristique du monde est quelque chose d'inconnaissable à un être humain.

## Théorie projectiviste des probabilités
Que signifie de dire que la probabilité qu'une pièce tombe côté pile est de ½ ? On pourrait penser que la pièce tombera sur pile ou sur face, la probabilité n'est pas une caractéristique du monde mais juste une mesure de notre propre ignorance.
Frank Ramsey (voir le recueil de ses articles édité par David Hugh Mellor) et Bruno de Finetti ont développé des théories projectivistes des probabilités au début du XXe siècle. Pour expliquer leurs théories, la notion de degré de croyance doit d'abord être présentée.
Disons qu'une personne a un degré de croyance de 1 en une proposition particulière si elle est tout à fait convaincue de sa vérité. Par exemple, la plupart des gens ont un degré de croyance de 1 dans la proposition que 2 + 2 = 4. D'autre part, une personne a un degré de croyance 0 dans une proposition si elle est tout à fait convaincue de sa fausseté ; la plupart des gens ont un degré de croyance de zéro dans la proposition que 2 + 2 = 5. Des valeurs intermédiaires sont possibles. Un homme qui pense que son chien a volé des saucisses mais n'en est pas complètement sûr, pourrait avoir un degré de croyance de 0,8 dans la proposition que son chien a volé les saucisses.
Pour chaque personne A, nous pouvons définir une fonction (partielle) CA qui cartographie l'ensemble des propositions d'intervalle clos [0, 1] en stipulant que pour une proposition P CA(P)=t si et seulement si C a un degré de croyance t dans la proposition P. Ramsey et de Finetti ont essayé de façon indépendante de montrer que si A est rationnel, CA est une fonction de probabilité : c'est-à-dire que CA satisfait aux axiomes standards des probabilités (voir Andreï Kolmogorov).
Ils supposent que lorsque je décris un événement comme ayant une probabilité PI, j'exprime vraiment mes degrés de croyance. Les probabilités ne sont pas des caractéristiques réelles du monde.
Lorsque je dis par exemple que le cas où la pièce tombera côté pile a une probabilité de ½, je le fais parce que mon degré de croyance dans la proposition que la pièce tombera côté pile est de ½. (Cela doit être réaffirmé pour montrer la probabilité dans un certain nombre de lancers de pièce, pas un unique lancer qui n'a qu'une probabilité de 1/2 car il n'y a que deux côtés.)

## Source de la traduction
- (en) Cet article est partiellement ou en totalité issu de l’article de Wikipédia en anglais intitulé « Projectivism » (voir la liste des auteurs).